# Ogam
Ogam ou Ogham foi um alfabeto usado originalmente no irlandês arcaico, e posteriormente no irlandês antigo e picto em menor escala. O Ogam é por vezes denominado "alfabeto celta das árvores". A palavra pronuncia-se [ˈoɣam] (ógam) em irlandês antigo e [oːm] (óm) em irlandês moderno.

## História
O Ogam é aparentemente um fenómeno das ilhas Britânicas, visto que a esmagadora maioria das inscrições são originárias da Irlanda e Grã-Bretanha. A evidência arqueológica aponta para os povos indo-europeus a norte dos mares Negro e Cáspio, na Europa Oriental. No entanto, a evidência botânica, que estuda a distribuição das árvores do alfabeto Ogam, aponta para o vale do Reno e para região da cultura de La Tène, considerada o berço da cultura celta.
O uso do Ogam pelos gaels se divide em dois períodos: ortodoxo e escolástico. O Ogham ortodoxo representa uma tradição original, druídica, de memoriais em irlandês arcaico. O Ogam escolástico, por sua vez, é fruto de uma tradição tardia de restauração acadêmica do antigo sistema de escrita como parte do desenvolvimento de um estilo nativamente celta de arte católica, paralela à prevalência do alfabeto latino para a escrita do irlandês antigo. O uso do Ogam escolástico se continuou residualmente na Irlanda até o início do século XIX, a última inscrição se encontrando no túmulo de Mary Dempsey em Ahenny, bilíngue em irlandês e inglês. Seguindo a tradição escolástica, ainda há cerca de trinta inscrições em picto na atual Escócia, provavelmente inspirados pela tradição manuscrita.

## Características
O Ogam era escrito da esquerda para a direita em manuscritos, e de baixo para cima em pedras. A linha central representa um tronco de árvore, e os traços representam os ramos. Encontra-se agrupado em séries de cinco letras cada, e continha originalmente as quatro primeiras séries. A quinta série, forfeda, continha primeiro cinco, e depois seis letras para sons importados de outras línguas e que não existiam originalmente no irlandês.
Era chamado beth-luis-nion, o nome das primeira, segunda e quinta letras, de alguma forma semelhante à palavra “alfabeto”.
O Ogam encontra-se actualmente incluído na norma Unicode desde a versão 3.0, tendo-lhe sido atribuída a gama U+1680 – U+169F. Está também normalizado na Irlanda, sob o Irish Standard 434:1999.

## Letras

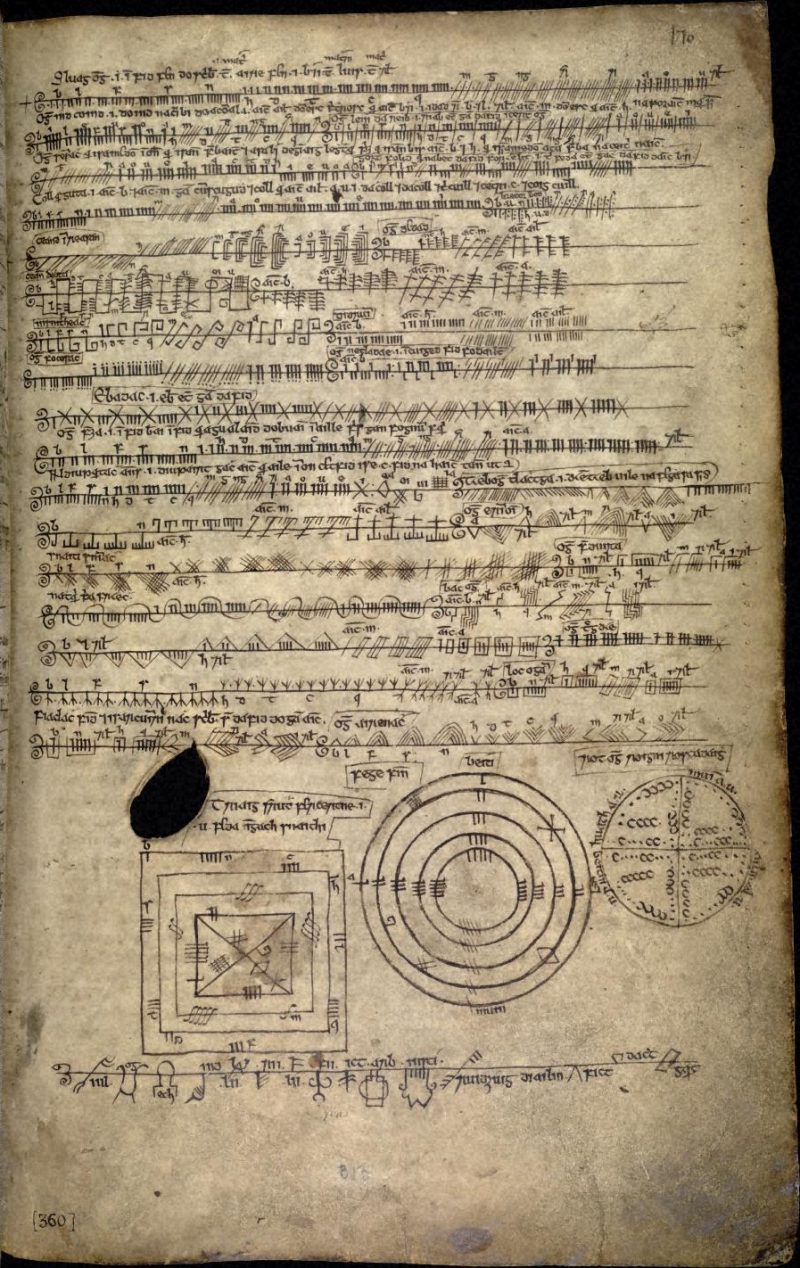
Livro de Ballymote, manuscrito em Ogam

Apresentam-se aqui as formas manuscritas, isto é, que ocorrem da esquerda para a direita.
| Série        | Letras  | Letras | Letras   | Letras  | Letras         |
| ------------ | ------- | ------ | -------- | ------- | -------------- |
| Aicme Beithe | Beith   | Luis   | Fearn    | Sail    | Nion           |
| Aicme hÚatha | Úath    | Dair   | Tinne    | Coll    | Ceirt          |
| Aicme Muine  | Muin    | Gort   | nGéadal  | Straif  | Ruis           |
| Aicme Ailme  | Ailm    | Onn    | Úr       | Eadhadh | Iodhadh        |
| Forfeda      | Éabhadh | Ór     | Uilleann | Ifín    | Eamhancholl    |
| Pontuação    | Peith   |        | Eite     | Spás    | Eite thuathail |

### Beith
| Formas:     | (horizontal), (vertical) |
| Unicode:    | U+1681 ᚁ OGHAM LETTER BEITH |
| Valor:      | B |
| Simbologia: | Bétula. o Auraicept na n-Éces conta que o deus Lugh trouxe sete bétulas para a Irlanda, e que as primeiras inscrições Ogam foram feitas sobre casca de bétula; daí ser esta a primeira letra do alfabeto. |
| Kennings:   | “pé mirrado e cabelo fino” (BMM féochos foltchain); “a da pele mais cinzenta” (BMO glaisem cnis); “beleza da sobrancelha” (BCC maise malach)                                                              |

### Luis
| Formas:     | Luis · Luis                                                                                                 |
| Unicode:    | U+1682 ᚂ OGHAM LETTER LUIS                                                                                  |
| Valor:      | L |
| Simbologia: | Sorveira-brava                                                                                              |
| Kennings:   | “brilho do olhar” (BMM lí súla); “amiga do gado” (BMO carae cethrae); “sustento do gado” (BCC lúth cethrae) |

### Fearn
| Formas:     | Fearn · Fearn |
| Unicode:    | U+1683 ᚃ OGHAM LETTER FEARN                                                                                                  |
| Valor:      | F |
| Simbologia: | Amieiro |
| Kennings:   | “vanguarda de guerreiros” (BMM airenach fían); “vasilha do leite” (BMO comét lachta); “protecção do coração” (BCC dín cridi) |

### Sail
| Formas:     | Sail · Sail                                                                                                   |
| Unicode:    | U+1684 ᚄ OGHAM LETTER SAIL                                                                                    |
| Valor:      | S |
| Simbologia: | Salgueiro |
| Kennings:   | “palidez do morto” (BMM lí ambi); “sustento de abelhas” (BMO lúth bech); “princípio do mel” (BCC tosach mela) |

### Nion
| Formas:     | Nion · Nion                                                                                                   |
| Unicode:    | U+1685 ᚅ OGHAM LETTER NION                                                                                    |
| Valor:      | N |
| Simbologia: | Freixo, forquilha/sótão                                                                                       |
| Kennings:   | “fundação da paz” (BMM costud síde); “orgulho de mulheres” (BMO bág ban); “orgulho da beleza” (BCC bág maise) |

### Úath
| Formas:     | Úath · Úath |
| Unicode:    | U+1686 ᚆ OGHAM LETTER UATH |
| Valor:      | H |
| Simbologia: | Pilriteiro, medo(?) |
| Kennings:   | “assembleia de matilhas” (BMM condál cúan); “empalidecer de faces” (BMO bánad gnúise); “mais difícil à noite” (BCC ansam aidche) |

### Dair
| Formas:     | Dair · Dair |
| Unicode:    | U+1687 ᚇ OGHAM LETTER DAIR |
| Valor:      | D |
| Simbologia: | Carvalho |
| Kennings:   | “árvore mais alta” (BMM ardam dosae); “obra das mãos do artesão” (BMO grés soír); “artesanato bem lavrado” (BCC slechtam soíre) |

### Tinne
| Formas:     | Tinne · Tinne |
| Unicode:    | U+1688 ᚈ OGHAM LETTER TINNE                                                                                            |
| Valor:      | T |
| Simbologia: | Azevinho, vara/metal                                                                                                   |
| Kennings:   | “um terço da roda” (BMM trian roith); “tutano de carvão” (BMO smiur gúaile); “um terço de uma arma” (BCC trian n-airm) |

### Coll
| Formas:     | Coll · Coll |
| Unicode:    | U+1689 ᚉ OGHAM LETTER COLL                                                                                                 |
| Valor:      | C |
| Simbologia: | Aveleira |
| Kennings:   | “mais bela árvore” (BMM caíniu fedaib); “amiga das cascas de noz” (BMO carae blóesc); “mais doce árvore” (BCC milsem fedo) |

### Ceirt
| Formas:     | Ceirt · Ceirt |
| Unicode:    | U+168A ᚊ OGHAM LETTER CEIRT |
| Valor:      | Q |
| Simbologia: | Macieira-silvestre |
| Kennings:   | “abrigo do [louco?]” (BMM clithar baiscill); “substância da pessoa sem valor” (BMO bríg anduini); “andrajos” (BCC dígu fethail) |

### Muin
| Formas:     | Muin · Muin |
| Unicode:    | U+168B ᚋ OGHAM LETTER MUIN |
| Valor:      | M |
| Simbologia: | Videira, pescoço |
| Kennings:   | “mais forte no esforço” (BMM tressam fedmae); “próverbio de matança” (BMO árusc n-airlig); “caminho da voz” (BCC conar gotha) |

### Gort
| Formas:     | Gort · Gort |
| Unicode:    | U+168C ᚌ OGHAM LETTER GORT                                                                                           |
| Valor:      | G |
| Simbologia: | Hera, campo |
| Kennings:   | “mais doce erva” (BMM milsiu féraib); “bom lugar para vacas” (BMO ined erc); “sustento de multidões” (BCC sásad ile) |

### nGéadal
| Formas:     | nGéadal · nGéadal |
| Unicode:    | U+168D ᚍ OGHAM LETTER NGEADAL                                                                                                 |
| Valor:      | NG |
| Simbologia: | Caniço, ferida(?) |
| Kennings:   | “sustento de sanguessuga” (BMM lúth lego); “roupagem de médicos” (BMO étiud midach); “início da matança” (BCC tosach n-échto) |

### Straif
| Formas:     | Straif · Straif |
| Unicode:    | U+168E ᚎ OGHAM LETTER STRAIF                                                                                            |
| Valor:      | Z |
| Simbologia: | Abrunheiro-bravo, enxofre                                                                                               |
| Kennings:   | “vermelhão mais forte” (BMM tressam rúamnai); “aumento de segredos” (BMO mórad rún); “busca de nuvens” (BCC saigid nél) |

### Ruis
| Formas:     | Ruis · Ruis |
| Unicode:    | U+168F ᚏ OGHAM LETTER RUIS                                                                                                  |
| Valor:      | R |
| Simbologia: | Sabugueiro, vermelho/corar                                                                                                  |
| Kennings:   | “corar mais intenso” (BMM tindem rucci); “envermelhecer de faces” (BMO rúamnae drech); “brilho de raiva” (BCC bruth fergae) |

### Ailm
| Formas:     | ; formas redondas: |
| Unicode:    | U+1690 ᚐ OGHAM LETTER AILM                                                                                            |
| Valor:      | A |
| Simbologia: | Abeto-branco |
| Kennings:   | “maior gemido” (BMM ardam íachta); “início de resposta” (BMO tosach frecrai); “início de chamada” (BCC tosach garmae) |

### Onn
| Formas:     | ; formas redondas: |
| Unicode:    | U+1691 ᚑ OGHAM LETTER ONN |
| Valor:      | O |
| Simbologia: | Tojo, Freixo |
| Kennings:   | “feridor de cavalos” (BMM congnaid ech); “mais suave obra do artesão” (BMO féthem soíre); “[ferramenta] dos bandos guerreiros” (BCC lúth fían) |

### Úr
| Formas:     | ; formas redondas: |
| Unicode:    | U+1692 ᚒ OGHAM LETTER UR |
| Valor:      | U |
| Simbologia: | Urze, solo |
| Kennings:   | “em moradas frias” (BMM úaraib adbaib); “propagação de plantas” (BMO sílad cland); “mortalha do não vivo” (BCC forbbaid ambí) |

### Eadhadh
| Formas:     | ; formas redondas: |
| Unicode:    | U+1693 ᚓ OGHAM LETTER EADHADH                                                                                                  |
| Valor:      | E |
| Simbologia: | Choupo |
| Kennings:   | “árvore que discerne” (BMM érgnaid fid); “troca de amigos” (BMO commaín carat); “irmão da bétula” (?) (BCC bráthair bethi [?]) |

### Iodhadh
| Formas:     | ; formas redondas: |
| Unicode:    | U+1694 ᚔ OGHAM LETTER IODHADH                                                                                               |
| Valor:      | I |
| Simbologia: | Teixo |
| Kennings:   | “mais velha árvore” (BMM sinem fedo); “mais bela das anciãs” (BMO caínem sen); “energia do doente” (?) (BCC lúth lobair[?]) |

### Éabhadh
| Formas:     | Éabhadh · Éabhadh |
| Unicode:    | U+1695 ᚕ OGHAM LETTER EABHADH                                                                                              |
| Valor:      | EA |
| Simbologia: | desconhecida |
| Kennings:   | “letra boa nadadora” (BMM snámchaín feda); “[repreensão?] do doente” (BMO cosc lobair); “mais belo peixe” (BCC caínem éco) |

### Ór
| Formas:     | Ór · Ór                                                                                |
| Unicode:    | U+1696 ᚖ OGHAM LETTER OR                                                               |
| Valor:      | OI                                                                                     |
| Simbologia: | ouro                                                                                   |
| Kennings:   | “substância mais venerável” (BMM sruithem aicde); “esplendor de forma” (BMO lí crotha) |

### Uilleann
| Formas:     | Uilleann · Uilleann                                                               |
| Unicode:    | U+1697 ᚗ OGHAM LETTER UILLEANN                                                    |
| Valor:      | UI                                                                                |
| Simbologia: | cotovelo                                                                          |
| Kennings:   | “árvore fragrante” (BMM túthmar fid); “grande cotovelo/antebraço” (BMO cubat oll) |

### Ifín
| Formas:     | Ifín · Ifín                                                                      |
| Unicode:    | U+1698 ᚘ OGHAM LETTER IFIN                                                       |
| Valor:      | IA                                                                               |
| Simbologia: | Pinheiro                                                                         |
| Kennings:   | “mais doce árvore” (BMM milsem fedo); “sabor mais maravilhoso” (BMO amram mlais) |

### Eamhancholl
| Formas:     | Eamhancholl · Eamhancholl                                |
| Unicode:    | U+1699 ᚙ OGHAM LETTER EAMHANCHOLL                        |
| Valor:      | AE (disputado; os kennings associam-na com o som ch /x/) |
| Simbologia: | O nome significa “C gémeo”                               |
| Kennings:   | “gemido do doente” (BMM lúad sáethaig, BMO mol galraig)  |

### Peith
| Formas:     | Peith · Peith |
| Unicode:    | U+169A ᚚ OGHAM LETTER PEITH |
| Valor:      | P |
| Simbologia: | a letra é chamada beithe bog (“beith suave”), sendo que o som /p/ não existia originalmente na língua irlandesa e foi introduzido por via do cristianismo (por exemplo, por São Patrício) |
| Kennings:   | nenhum |

### Pontuação
Os textos eram iniciados pelo símbolo eite (“pena”) e terminados pelo eite thuathail (“pena invertida”). As palavras eram separadas pelo símbolo spás (“espaço”).
| Formas:  | (eite); (eite thuathail); (spás)                                                                                    |
| Unicode: | Unicode: U+1680 OGHAM SPACE MARK Unicode: U+169B ᚛ OGHAM FEATHER MARK Unicode: U+169C ᚜ OGHAM REVERSED FEATHER MARK |